# Securitas AB
 Ikke at forveksle med Securitas AG.
Securitas AB er en svenskejet international virksomhed, der tilbyder ydelser indenfor sikkerhed, eksempelvis alarm- og vagttejenste samt receptionsydelser. Securitas er en af Danmarks største sikkerhedsleverandører, Virksomheden opererer i over 58 lande over hele verden, bl.a. i USA, Canada, Europa, Mexico og Argentina. På verdensplan beskæftiger Securitas AB 370.000 ansatte.
I Danmark har Securitas siden 1988 ejet security-virksomheden Dansikring A/S og værdihåndteringsselskabet Loomis Danmark A/S (oprindeligt Dansikring Værdi A/S). 
Selskabet blev grundlagt i Helsingborg i 1934 under navnet Hälsingborgs Nattvakt. Grundlæggeren, Erik Philip-Sörensen, samlede i 1972 sine selskaber under navnet Securitas. Selskabet blev splittet mellem Philip-Sörensens to sønner i 1981, og den internationale part blev senere købt af Falck. Det er således den oprindeligt svenske del af selskabet, der i dag kendes som Securitas AB – og som senere har udvidet sine aktiviteter til at omfatte store dele af verden.
Securitas AB har på verdensplan en markedsandel på 12%, mens den i Europa er 15% og USA 18%.